# 武蔵野うどん

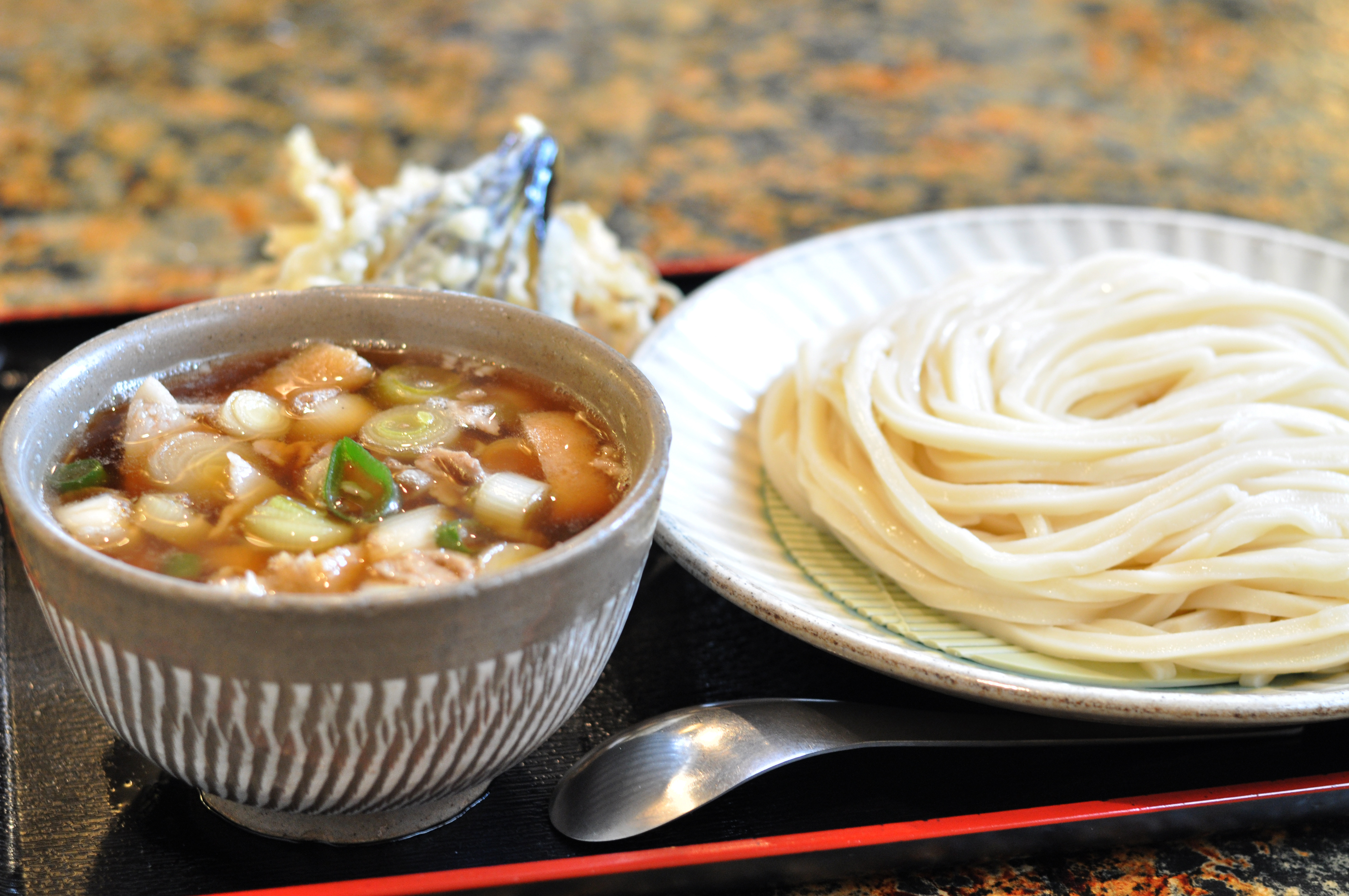
武蔵野うどん

武蔵野うどん（むさしのうどん）は、東京都北西部の多摩地域から埼玉県西部にかけて広がる武蔵野台地及びその周辺地域、令制国の一つである武蔵国を中心とした地域において、古くから食べられてきたうどんである。

## 歴史
多摩川と荒川に挟まれた武蔵野台地は、農耕には適さない赤土土壌である関東ローム層で厚く覆われているものの、その上に作物栽培に適した黒土の腐食土層が堆積している。しかも、密度の高い関東ローム層は保水性に優れているため、作物には理想的な地層構造になっている。
しかし、台地内には大河川がなく、米作に不可欠な大量の水を確保することが難しい。そのため、武蔵野地域は江戸時代から小麦・大麦を中心とした畑作の農業地帯として発展し、自作の小麦粉を用いるうどんは代表的な郷土料理となった。コムギの穀粒を食用とするためには全体を挽き潰して麬（ふすま）(ムギの皮)と胚乳に分離する必要があり、挽きつぶされた胚乳は自然と小麦粉の形となる。だが日本では製粉技術の発展が遅れ、庶民は搗き臼による非効率な製粉作業に甘んじるほかなく、うどんをはじめとして粉を用いた食品は高価だった。だが江戸時代には水車小屋で水力を用いて石臼を回転させることで穀粒をすり潰す効率的な製粉作業が普及し、粉を用いた食品はコストダウンされた。武蔵野地域は大河川には恵まれないものの、水車を操作するだけの小河川が点在していた。結果、当地においてうどん文化の定着が促されることになる。
大正時代から昭和戦前期の日本各地の食文化を記録した『日本の食生活全集』（農文協）の『聞き書き埼玉の食事』には秩父郡吉田町:20、大里郡岡部町:90、入間市:134、上尾市:179、加須市:228の項に、『聞き書き東京の食事』には、南葛飾郡水元村:178、北多摩郡久留米村:207、南多摩郡七生村:228の項にそれぞれ農村で日常食、ハレ食として用いられる手打ちうどんの記載がある。南葛飾郡水元は中川や江戸川の水利に恵まれた水郷地帯だが、水田の裏作で栽培されたコムギでうどんが作られていた。
戦前の武蔵野地域の農家の日常食は精白した大麦を炊き込んだ麦飯であり、現在の埼玉県北部では小麦粉をこねた生地を手早く切った太麺を生のまま野菜と共に煮込んだ「にぼうと」が日常の夕食として食されていた:37:89。だが製粉や手打ちの手間がかかる麺料理は製粉技術が発達した後でも「高級な品」であり、とりわけ小麦粉を大量に消費するうどんは貴重な白米にかわるハレ食としても欠かせないメニューだった。戦前の秩父郡吉田町のＴ家では、正月の三が日の朝食としてうどんを食べ、三が日が過ぎて初めて雑煮を食べたという:20。 一部の地域では、冠婚葬祭で一連の会食が終わった後に「本膳」としてうどんが出されてもいる:136-140:190-191。
さまざな場面でうどんが供されていたかつての武蔵野地域では「うどんが打てなければ、女は嫁に行けない」とも称されていた:134:141。

## 特徴
もともと郷土料理であるため、使用される小麦粉は武蔵野台地で生産されたものを使用する事が原則（地産地消）である。麺は、一般的なうどんよりも太く、色はやや茶色がかっているか黒っぽい。加水率は低く塩分は高めである。コシがかなり強く、食感は力強い物でゴツゴツしており、つるりとした滑らかさは無い。
食するときは、麺はざるに盛って「ざるうどん」、もしくは「もりうどん」とする。つけ麺の汁は、煮干しやかつお出汁を主とした強い味で甘みがある。シイタケ、ゴマなどを具として混ぜたものを、温かいまま茶碗ないしそれに近い大きさの器に盛る。ネギや油揚げなどの薬味を好みで混ぜ、汁をうどんにからませて食べる。
本来、「武蔵野うどん」とは武蔵野地方でコシの強い「手打ちうどん」を指す用語である。そして、天ぷらうどんのような食べ方ではなく「糧（かて）」:207、あるいは「うどんの子」と呼ばれる具（主に茹でた野菜）を添える:91。戦前の農村では、夏にナスやサヤインゲン、冬には細切り大根やホウレンソウを茹でたものなど、自家栽培の季節の野菜を具材して用いていた:91。だが時には「おごり」（贅沢）と称して、サツマイモやカボチャ、ナスなど野菜類の天ぷらを具として添える場合もある:91:229。利根川の水郷地帯である埼玉県加須市では野菜類の天ぷらと共に小エビとネギのかき揚げがうどんの具にされた:229。
現在の商業化された店舗では「肉汁うどん」「きのこ汁うどん」が「武蔵野うどん」のスタンダードであるように売り出されている。
また、明治維新以前から北多摩の農村部地域ではうどん汁に獣肉（豚肉）を入れていたが、豚肉の細切れを具にした「肉汁うどん」などは明治時代中期以降の食べ方であり、この武蔵野うどんもそのような食べ方をする事がある。

## 製法
特徴は下記の通り。

### 麺
以下は、戦前の久留米村柳窪新田（現在の東京都東久留米市柳窪）のＳ家での例である:207。
材料
小麦粉3升、鶏卵2，3個、ヤマトイモ片手大、塩3つまみほど、水1升2合
打ち方
1. 小麦粉はよく振るい、すりおろしたヤマトイモと鶏卵を混ぜ、塩を溶かした水を少しずつ注ぎながらよく捏ねる。捏ね上がったら濡れ布巾をかけて寝かせる。
2. 延し板の上に生地を載せ、濡れ布巾を掛けた上で上から足で踏みつける。平らになったら端から巻き上げて再度踏む。この作業を5回ほど繰り返すことで生地が滑らかになる。
3. 生地を「打ちやすい」大きさに分割する。この作業を「玉取り」という。
4. 玉取りした生地を延し板に載せ、麺棒で延す。延した生地を麺棒に巻き付け、さらに薄く伸ばした上で3寸ほどの幅の屏風畳みにして、麺切り専用の包丁で１分ほどの幅に切る。
5. 大釜で沸かした湯で茹で、冷水にさらす。
6. 冬場は湯で再度温め、それ以外の季節はそのままの状態でつゆに付けて食べる。具には季節の野菜類を茹でたもの、薬味にはネギ、唐辛子の小口切り、ユズの皮、白胡麻を添える。

生地を円形に延ばすため、折り畳んだ端と中心では麺の長さに大きな差があり、端では10センチメートル程度、中心では1メートル近くの長さになる。また包丁を使った手作業のため、麺の太さはまちまちである。
うどんは打つに当たって生地を「寝かせる」時間を必要とするため、蕎麦と比較して完成に時間がかかる。足で踏む工程が最大の特徴であり、強いこしを出すための大切な要素ともなる。店舗では小麦粉をこねてから寝かせた上での打つ作業を、戸外からよく見えるよう設営されたガラス張りの部屋で行うことも多い。職人が麺を打つ様子を順番待ちをしている客が観察できるため、「手打ちの麺を貫く店舗」として宣伝効果にもなりうる。

### 汁
汁は、削り節のだしを主にしたものは全て共通である。そこ（下地）に具を投入して温めたものを、程よく冷ましてから食べる。
- 肉汁うどん - ここでいう肉は主に豚肉。「糧うどん」と呼ばれる、野菜と肉＝糧入りのうどんは、武蔵野うどんの中でも伝統的なものである。
- きのこ汁うどん - シイタケやエノキなどの茸を具としたもの。ほかに、ネギや油揚げが入る。
- なす汁うどん - ナスを具として用いる。

このほかにも具や油を一切加えずに、出汁だけの汁を冷ましたものを用意している店もある。この汁は「冷汁」と呼ばれる。
また、埼玉県の大宮・川越・加須付近では、焼き味噌と胡麻を擦った上で冷ました出し汁で練り延ばし、茗荷やキュウリの輪切りを浮かべた「冷や汁」をうどんの漬け汁にする。これを冷汁うどんと呼び、夏季の家庭料理として親しまれている。

## 名前の由来
地元では旧来「手打ちうどん」と 呼称されており:190、「武蔵野うどん」という呼び方は存在しなかった。
武蔵野という地域名から発生した名称ではあるが、地元での伝統的な名称ではなく、香川県の讃岐うどんと同様に後で地名が付帯された名である。しかし、いつ頃からそう呼ばれるようになったのか、その経緯は不明とされている:190。
うどん研究家の加藤有次は2000年9月の朝日新聞への寄稿で、自分が命名したものだと述べている。